# 誘導型一酸化窒素合成酵素
誘導型一酸化窒素合成酵素（ゆうどうがたいっさんかちっそごうせいこうそ、英: inducible nitric oxide synthase、略称: iNOS）または一酸化窒素合成酵素2（nitric oxide synthase 2、NOS2）は、ヒトではNOS2遺伝子にコードされる酵素である。

## 遺伝子
NOS2遺伝子は17番染色体に位置する。この染色体のスミス・マゲニス症候群関連領域内には、NOD2に関連する3つの偽遺伝子が位置している。この遺伝子からは選択的スプライシングによって、異なるアイソフォームをコードする2つの転写バリアントが産生される。

## 局在
NOS2は肝臓で発現しており、またリポ多糖と特定のサイトカインとの組み合わせによって誘導される。

## 機能
一酸化窒素は、神経伝達や抗微生物活性、抗腫瘍活性などいくつかの過程において、生物学的メディエーターとして作用する反応性フリーラジカルである。多くのウイルス、細菌、真菌、寄生虫に対する免疫におけるマウスのNos2の機能は良く特徴づけられているが、ヒトでのNOS2の機能には未解明の部分や議論のある部分が多い。Nos2はサイトメガロウイルス（CMV）に対する免疫防御に重要である。
NOS2はカベオリン1、RAC2と相互作用することが示されている。

## 欠損症
常染色体劣性型NOS2欠損症がマウスで報告されている。Nos2をコードする遺伝子を欠損したマウスは、マウスCMV感染に対する感受性が高い。
2020年2月には、同じ常染色体劣性型のNOS2完全欠損症がヒトでも記載された。それまで健康であった51歳の人物が、進行性のCMV感染の29か月後にCMV肺炎、CMV脳炎、血球貪食性リンパ組織球症に続発した呼吸不全によって死亡した。血液試料中のゲノムDNAを用いた全ゲノムシーケンシングから、患者には5つの遺伝子にホモ接合型変異があることが判明した。唯一の機能喪失型変異は、NOS2のホモ接合型フレームシフト変異であった。この疾患は非常に稀で、100万人に1人以下の割合で発生する。